# Johanna Piesch
Johanna (Hansi) Camilla Piesch (Innsbruck, 6 de junio de 1898- Viena, 1992) fue una bibliotecaria, física y matemática austriaca.
Recordada por ser pionera en contribuir al álgebra booleana, una de las bases de la computación digital y los lenguajes de programación.

## Biografía
Piesch fue la única hija de Oswald Piesch, un oficial de caballería, fue llevada a Viena donde asistió a la escuela primaria y posteriormente la secundaria en el  Reform Realgymnasium Dr Wesely, inscribiéndose en 1916. Una vez finalizada la secundaria estudió física en la Universidad de Viena, doctorándose en 1921. Además en 1928 terminó su especialización en la enseñanza de matemáticas y física.
Se anotó en el servicio postal y telegráfico (Post- und Telegraphenverwaltung) en 1928 debiéndose retirar en 1930 a causa del régimen nazi. En 1945 pudo reincorporarse al mundo laboral encabezando los laboratorios PTT. En 1956 cambió su trabajo e ingresó al centro de documentación de la Universidad Técnica para la tecnología y ciencia, donde se desempeñó hasta octubre de 1962.
Se supone que tras haber dejado su puesto en 1938 ella fue enviada a Berlín donde comenzó su trabajo en álgebra booleana, este hecho es fundamentado por sus publicaciones en álgebra booleana en 1939, siendo la primera persona en emprender este trabajo, allanándole el trabajo a los matemáticos austriacos Adalbert Duschek y Otto Plechl quienes continuaron con esta tarea posteriormente. Es de particular interés el método de simplificación presentado en su segundo trabajo.
Los últimos treinta años de la vida de Piesch fueron dedicados al trabajo social, murió en Viena en 1992. Su trabajo tiene real importancia en el campo de las Ciencias de la Computación.